# Награда Песничка хрисовуља

Награда Песничка хрисовуља је књижевна награда коју додељује Српска духовна академија из Параћина. Сваке године се додељује за достигнућа у пољу поезије.

## Историјат
Песничка хрисовуља установљена је као једна од награда коју додељује Српска духовна академија са седиштем у Параћину од 2005. године. Ово је само једна од седам награда коју сваке године понесу књижевници из Србије. Остале награде су Велемајстор сатире, Повеља, Велика Повеља захвалности, Велика повеља, награда Видосав Трепчанин и награда Раваничанин.

## Лауреати
Признање Песничка хрисовуља добили су: 
- Војислав Вукотић
- Мирослав Душанић
- Мирослава Ђермановић
- Алекса Ђукановић
- Бранислав Зубовић
- Милош Јанковић
- Давид Кецман Дако
- Сања Клер
- Владета Коларевић
- Бранка Максимовић
- Драгана Миљковић Јовановић
- Саша Мићковић
- Златија Радовановић
- Слободан Ристовић
- Љиљана Крстић
- Данијела Радовановић
- Биљана Станисављевић
- Иван Цветановић
- Оливера Шестаков
- Драгица Шредер